# Budu jezik
Budu jezik (ISO 639-3: buu; bodo, ebudu, kibudu), jedan od 14 jezika nigersko-kongoanske podskupine bira-huku (D.30), šire centralne bantu skupine u zoni D. Govori ga oko 180 000 ljudi (1991 SIL) u DR kongoanskoj provinciji Orientale.
Postoji više dijalekata ineta (timoniko), wadimbisa (isombi), makoda, zapadni bafwangada (bafanio), istočni bafwangada, bafwakoyi, malamba i mahaa. Većina također koristi i kongoanski swahili [swc].

## Vanjske poveznice
- Ethnologue (14th)
- Ethnologue (15th)